# Edmund Tipp

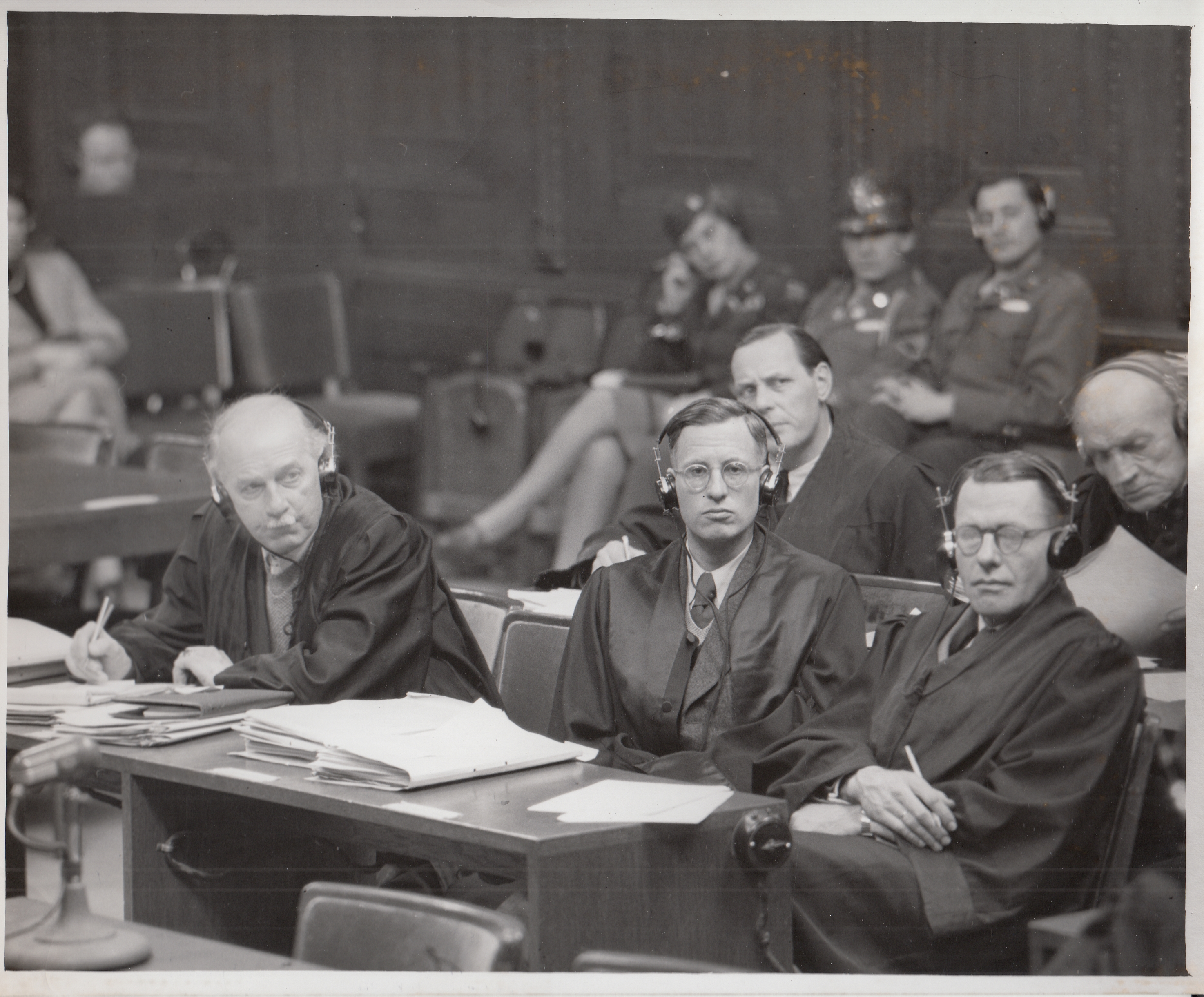
Edmund Tipp (rechts) neben Otto Nelte (links) und Hans Pribilla (Mitte) während des Ärzte-Prozesses, 9. Dezember 1946

Edmund Tipp (* 24. März 1909 in Fürth; † 28. September 1975 in Neuendettelsau) war ein deutscher Jurist, u. a. Verteidiger während der Nürnberger Prozesse.

## Leben
Edmund Tipp studierte Rechtswissenschaften an der Universität München und Erlangen. Im Sommersemester 1928 wurde er Mitglied der Studentenverbindung AMV Fridericiana Erlangen im SV. In Erlangen promovierte er 1934 mit dem Thema Die Rechtmässigkeit ärztlicher Eingriffe einschliesslich der Eingriffe zu Sterilisationszwecken.
Von 1937 bis Kriegsende war er Mitglied der NSDAP und wurde anschließend mit der Kategorie 4 „Mitläufer“ entnazifiziert.
Im Ärzte-Prozess (Fall 1 der Nachfolgeprozesse; USA gegen Karl Brandt et al.), welcher von Dezember 1946 bis August 1947 dauerte, war er Assistent von Hans Marx bei der Verteidigung von Oskar Schröder und Hermann Becker-Freyseng.
Im Juristen-Prozess (Fall 3 der Nachfolgeprozesse; USA gegen Josef Altstötter et al.), einem Nachfolgeprozess der Nürnberger Prozesse, welcher von Anfang März 1945 bis Mitte Dezember 1947 dauerte, war er Verteidiger des ehemaligen Reichsanwalts am Volksgerichtshof Paul Barnickel. Barnickel wurde freigesprochen.
Im Geiselmord-Prozess (Fall 7 der Nachfolgeprozesse; USA gegen Wilhelm List et al.), welcher von Mai 1947 bis Februar 1948 dauerte, war er Verteidiger des ehemaligen Korps-Kommandeurs General der Infanterie Ernst von Leyser. Von Leyser wurde in zwei von vier Anklagepunkten für schuldig befunden und zu 10 Jahren Haft verurteilt.
Im Prozess Oberkommando der Wehrmacht (Fall 12 der Nachfolgeprozesse; USA gegen Wilhelm Leeb et al.) war er Verteidiger für den ehemaligen Befehlshaber des Rückwärtigen Heeresgebietes der Heeresgruppen Süd und A General der Infanterie Karl von Roques. Von Roques wurde für Verbrechen gegen die Menschlichkeit für schuldig gesprochen und zu 20 Jahren Haft verurteilt.
Später verteidigte er Franz Rademacher.